# Byans-sur-Doubs
Pour les articles homonymes, voir Byans et Doubs.
Byans-sur-Doubs est une commune française située dans le département du Doubs, la région culturelle et historique de Franche-Comté et la région administrative Bourgogne-Franche-Comté.
Ses habitants se nomment les Byannais.

## Géographie
Byans est située entre la bordure sud-est de la forêt de Chaux et Quingey ; à environ 25 km de Besançon. Son territoire est assez vallonné avec de nombreuses combes et collines. Le Doubs s'écoule à 2 km au nord-ouest du centre du village, servant de délimitation naturelle avec la commune d'Osselle. 
Le point culminant de la commune est la colline du Goulot, elle s'élève à 522 m. On y trouve un belvedère qui surplombe tout le territoire de Byans, d'où l'on peut voir également Boussières, la forêt de Chaux, Saint-Vit, Dole et au loin, la Bourgogne.
Le village est traversé par le ruisseau du Bief, qui prend sa source à la fontaine du Bout d'amont, au sud-est, et se jette dans le Doubs près du pont de Reculot.

### Transport
La commune est desservie par la ligne  56  du réseau de transport en commun Ginko.

### Climat
Pour des articles plus généraux, voir Climat de la Bourgogne-Franche-Comté et Climat du Doubs.
En 2010, le climat de la commune est de type climat de montagne, selon une étude du Centre national de la recherche scientifique s'appuyant sur une série de données couvrant la période 1971-2000. En 2020, Météo-France publie une typologie des climats de la France métropolitaine dans laquelle la commune est exposée à un climat semi-continental et est dans la région climatique  Jura, caractérisée par une forte pluviométrie en toutes saisons (1 000 à 1 500 mm/an), des hivers rigoureux et un ensoleillement médiocre. 
Pour la période 1971-2000, la température annuelle moyenne est de 10,6 °C, avec une amplitude thermique annuelle de 17,2 °C. Le cumul annuel moyen de précipitations est de 1 209 mm, avec 13,2 jours de précipitations en janvier et 9,4 jours en juillet. Pour la période 1991-2020, la température moyenne annuelle observée sur la station météorologique de Météo-France la plus proche, « Dannemarie-sur-Crète », sur la commune de Dannemarie-sur-Crète à 10 km à vol d'oiseau, est de 11,3 °C et le cumul annuel moyen de précipitations est de 1 066,6 mm. 
La température maximale relevée sur cette station est de 39,9 °C, atteinte le 25 juillet 2019 ; la température minimale est de −22 °C, atteinte le 9 janvier 1985,,. 
Les paramètres climatiques de la commune ont été estimés pour le milieu du siècle (2041-2070) selon différents scénarios d'émission de gaz à effet de serre à partir des nouvelles projections climatiques de référence DRIAS-2020. Ils sont consultables sur un site dédié publié par Météo-France en novembre 2022.

## Urbanisme

### Typologie
Au 1er janvier 2024, Byans-sur-Doubs est catégorisée commune rurale à habitat dispersé, selon la nouvelle grille communale de densité à 7 niveaux définie par l'Insee en 2022.
Elle est située hors unité urbaine. Par ailleurs la commune fait partie de l'aire d'attraction de Besançon, dont elle est une commune de la couronne,. Cette aire, qui regroupe 310 communes, est catégorisée dans les aires de 200 000 à moins de 700 000 habitants,.

### Occupation des sols
L'occupation des sols de la commune, telle qu'elle ressort de la base de données européenne d’occupation biophysique des sols Corine Land Cover (CLC), est marquée par l'importance des forêts et milieux semi-naturels (48,3 % en 2018), une proportion identique à celle de 1990 (48,3 %). La répartition détaillée en 2018 est la suivante : 
forêts (48,3 %), prairies (33,7 %), terres arables (7,7 %), zones urbanisées (5,4 %), zones agricoles hétérogènes (4,2 %), eaux continentales (0,6 %). L'évolution de l’occupation des sols de la commune et de ses infrastructures peut être observée sur les différentes représentations cartographiques du territoire : la carte de Cassini (XVIIIe siècle), la carte d'état-major (1820-1866) et les cartes ou photos aériennes de l'IGN pour la période actuelle (1950 à aujourd'hui).

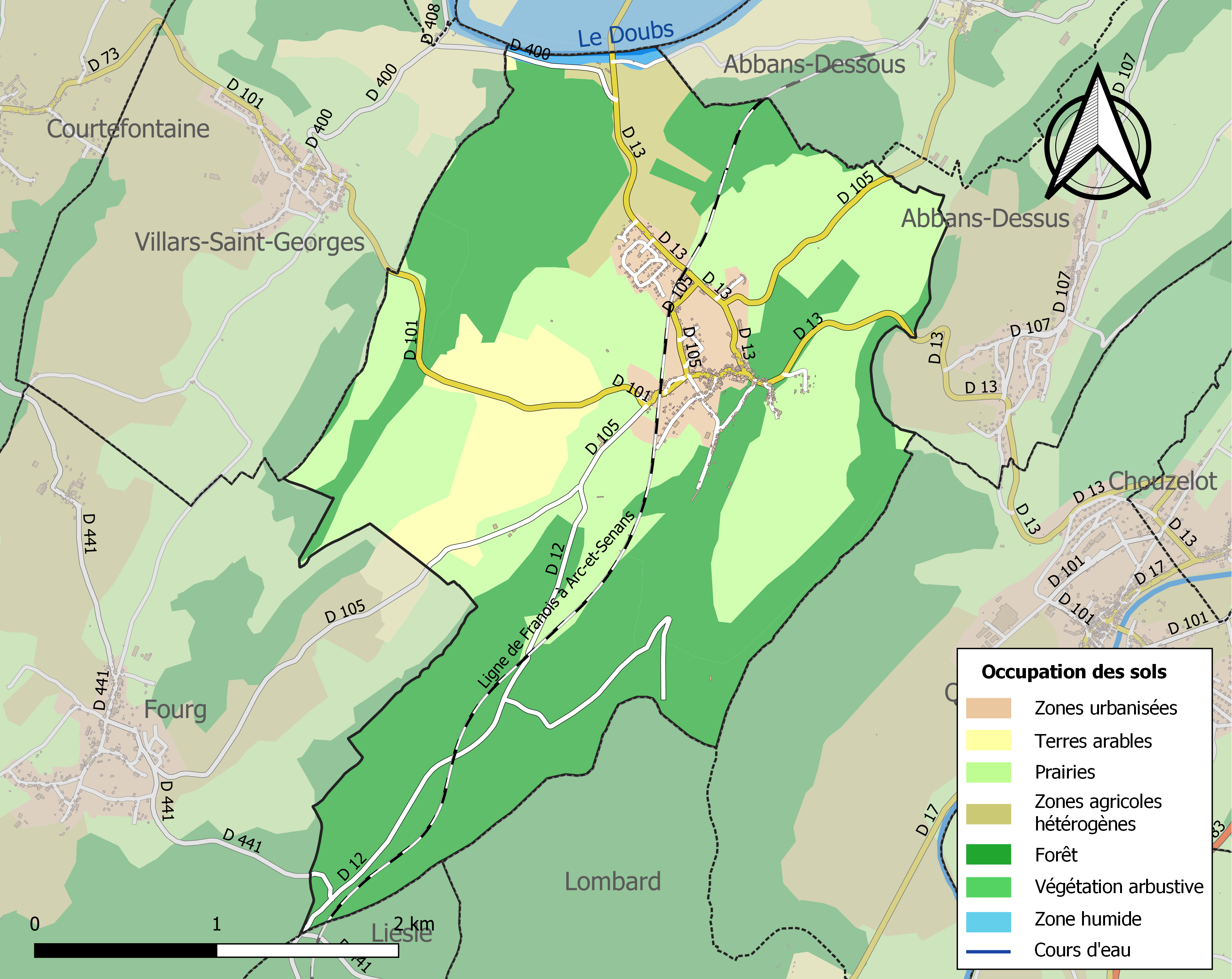
Carte des infrastructures et de l'occupation des sols de la commune en 2018 (CLC).

## Toponymie
L'origine du nom « Byans » viendrait du mot bwa qui signifie « courbe » ou « courbure », le village faisant originairement, un demi cercle autour d'une côte.
Byans a vu son nom et son orthographe changer plusieurs fois au cours de son histoire. Ainsi cela évolue comme suit :
1251 : Byans-lez-Quingey ; 1269 : Byans-vers-Abbans ; 1275 : Bians ; 1352 : Bian ; 1616 : Byan ;  1678 : Byans ; 1922 : Byans-sur-Doubs.
Il s'agit du dernier nom de commune commençant par un b en France

## Histoire
La fondation de ce village vient de la réunion de deux hameaux aujourd'hui disparus. Molumbe, situé près du Doubs (aujourd'hui Reculot) et Montantin qui se situait entre Fourg et Byans. Un pré nommé Montanty (visible sur les cartes IGN) semble être le dernier vestige, de ce hameau disparu.
Les premières traces de Byans remontent au XIIIe siècle, appelé alors « Byans-lez-Quingey ». À cette époque, le village est sous la suzeraineté d'une famille noble de Byans. On trouve trace, entre autres, d'un « Jérémie Chevalier de Byans », qui donne en 1251 sa chapelle d’Abbans au prieuré de Courtefontaine. Cette lignée s'éteint tout à la fin du XVe siècle et Byans passe par la suite entre les mains de nombreuses familles comme les Chalon-Arlay, Montrichard, Agatanges, Courchetet D'Esnans et le dernier : le Marquis de Jouffroy d'Abbans.
Comme fait marquant de l'histoire pré-révolutionnaire, on apprend qu'au cours de la guerre de Dix Ans, les paysans de Byans, en mai 1637 se révoltèrent contre les troupes d'occupation françaises qu'ils massacrent.
Plus tard, sous l'Ancien Régime, après l'annexion française de la Franche-comté, le village est rattaché à la juridiction d'Abbans-dessus et au bailliage de Quingey. Byans est uni au marquisat de Jouffroy d'Abbans en 1707. Il devient chef-lieu de canton pendant la période révolutionnaire.
Le village subit la guerre de 1870 avec un bombardement meurtrier le 29 janvier 1871 puis l'occupation prussienne et son lot de réquisitions.
Jusqu'au début du XXe siècle, Byans connaît une certaine prospérité, le village est réputé et reconnu, et ce depuis le XVIIIe siècle, pour l'importance de ses vignes et la qualité de ses vins.  À son apogée, au milieu du XIXe siècle, elles s'étendent sur plus de 110 hectares. Il semblerait que la concurrence, et non le Phylloxéra, soit le vrai responsable du déclin de la vigne, car en 1914, on en compte encore 49 hectares.
De nos jours, ce qui reste des vignes de Byans couvre moins d'un hectare. En 1881, la fromagerie du village fabrique jusqu'à 15 000 kg de fromage par an. Entre 1900 et 1914, on dénombre à Byans jusqu'à 7 auberges, 7 fours à chaux, 2 carrières en exploitation, une briqueterie, un moulin, et plusieurs métiers artisanaux comme forgeron, tailleur de pierre, cordonnier, menuisier, vigneron, etc.

### Histoire de l'équipement
- 1851 : cimetière transféré de la place du Village au lieu-dit « aux Riottes » ;
- 1857 : pont sur le Doubs ;
- 1864 : chemin de fer ;
- 1876 : mairie-école ;
- 1906 : électrification ;
- 1944 : foyer-cinéma ;
- 1949 : école ménagère devenu lycée agricole privé en 1982 ;
- 1957 : eau courante ;
- 1972 : maison de retraite (château construit en 1900)[16].

## Héraldique

Blason de la famille de Byans.

Il existait entre le XIIIe et le XVe siècle, une famille noble dite de Byans ; ses armes étaient :
« De gueules au sautoir d'or cantonné de douze billettes du même ».

## Politique et administration
| Période                                  | Période                     | Identité                                      | Étiquette | Qualité |
| ---------------------------------------- | --------------------------- | --------------------------------------------- | --------- | ------- |
| 1981                                     | 1985                        | Hubert Bulle                                  |           |         |
| 1985                                     | 1989                        | Hubert Bouveret                               |           |         |
| 1989                                     | 2001                        | Philippe Marle                                |           |         |
| 2001                                     | 2008                        | Thierry Daigre                                |           |         |
| 2008                                     | En cours (au 1er juin 2020) | Didier Paineau Réélu pour le mandat 2020-2026 |           |         |
| Les données manquantes sont à compléter. |                             |                                               |           |         |

## Démographie
L'évolution du nombre d'habitants est connue à travers les recensements de la population effectués dans la commune depuis 1793. Pour les communes de moins de 10 000 habitants, une enquête de recensement portant sur toute la population est réalisée tous les cinq ans, les populations de référence des années intermédiaires étant quant à elles estimées par interpolation ou extrapolation. Pour la commune, le premier recensement exhaustif entrant dans le cadre du nouveau dispositif a été réalisé en 2008.

En 2022, la commune comptait 619 habitants, en évolution de +14 % par rapport à 2016 (Doubs : +1,88 %, France hors Mayotte : +2,11 %).
| 1793 | 1800 | 1806 | 1821 | 1831 | 1836 | 1841 | 1846 | 1851 |
| ---- | ---- | ---- | ---- | ---- | ---- | ---- | ---- | ---- |
| 630  | 744  | 745  | 677  | 733  | 738  | 709  | 692  | 720  |

| 1856 | 1861 | 1866 | 1872 | 1876 | 1881 | 1886 | 1891 | 1896 |
| ---- | ---- | ---- | ---- | ---- | ---- | ---- | ---- | ---- |
| 599  | 582  | 601  | 546  | 578  | 578  | 606  | 582  | 507  |

| 1901 | 1906 | 1911 | 1921 | 1926 | 1931 | 1936 | 1946 | 1954 |
| ---- | ---- | ---- | ---- | ---- | ---- | ---- | ---- | ---- |
| 470  | 475  | 444  | 376  | 408  | 403  | 399  | 395  | 427  |

| 1962 | 1968 | 1975 | 1982 | 1990 | 1999 | 2006 | 2008 | 2013 |
| ---- | ---- | ---- | ---- | ---- | ---- | ---- | ---- | ---- |
| 391  | 451  | 447  | 433  | 549  | 560  | 583  | 572  | 516  |

| 2018 | 2022 | - | - | - | - | - | - | - |
| ---- | ---- | - | - | - | - | - | - | - |
| 576  | 619  | - | - | - | - | - | - | - |

1688 : 265 habitants.

## Lieux et monuments
- Lavoir de Pénière de 1846.
- Église Saint-Désiré dont le clocher-porche du XIIe siècle est classé aux Monuments historiques.
- Oratoire du XIXe siècle.
- Fontaine de la Pénière.
- Gare de Byans.
- La maison de Retraite, Le château aux Combes, bâtiment du XIXe siècle, est une maison de retraite de 25 lits[24].

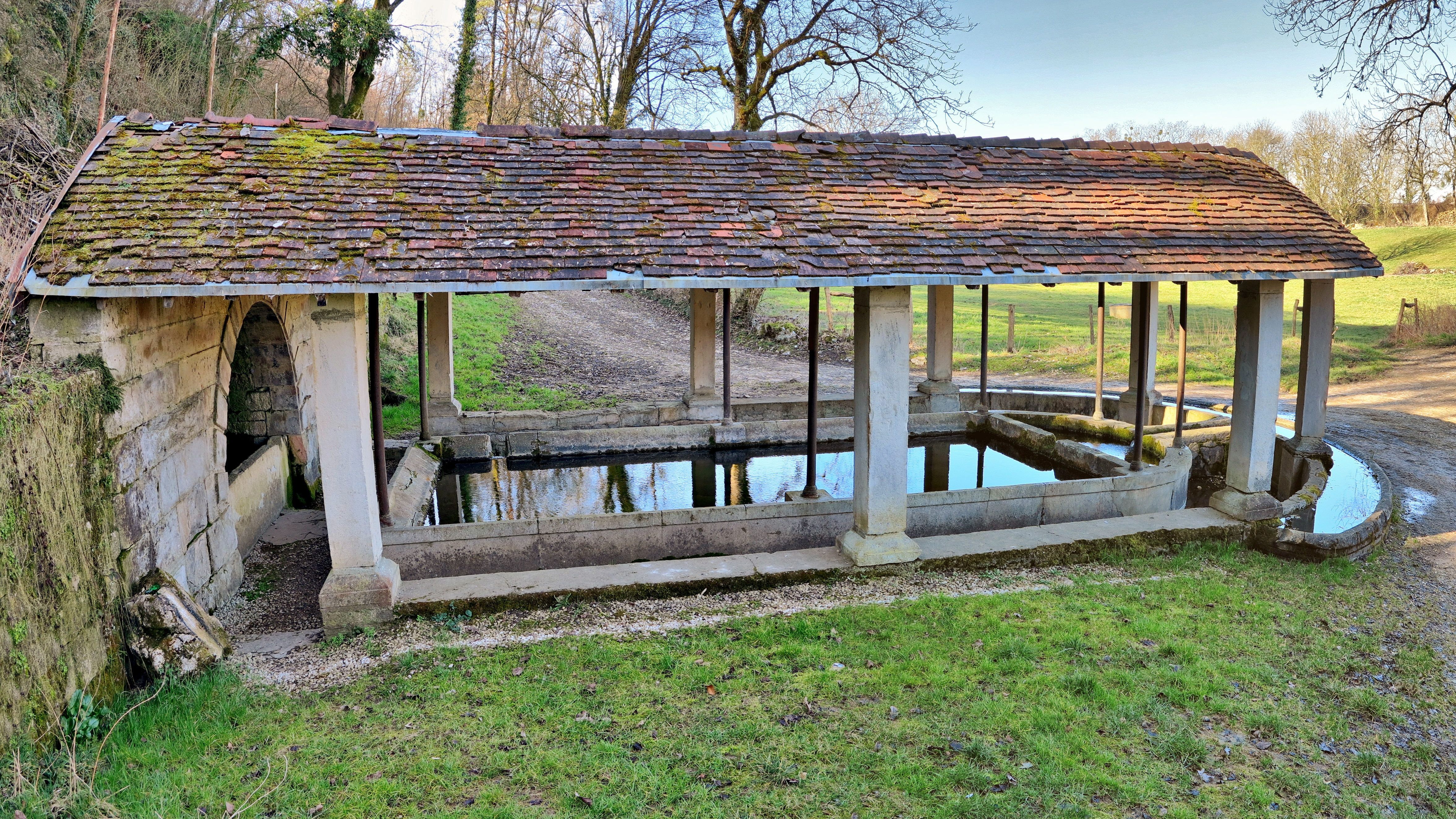
La fontaine-lavoir de Pénière.
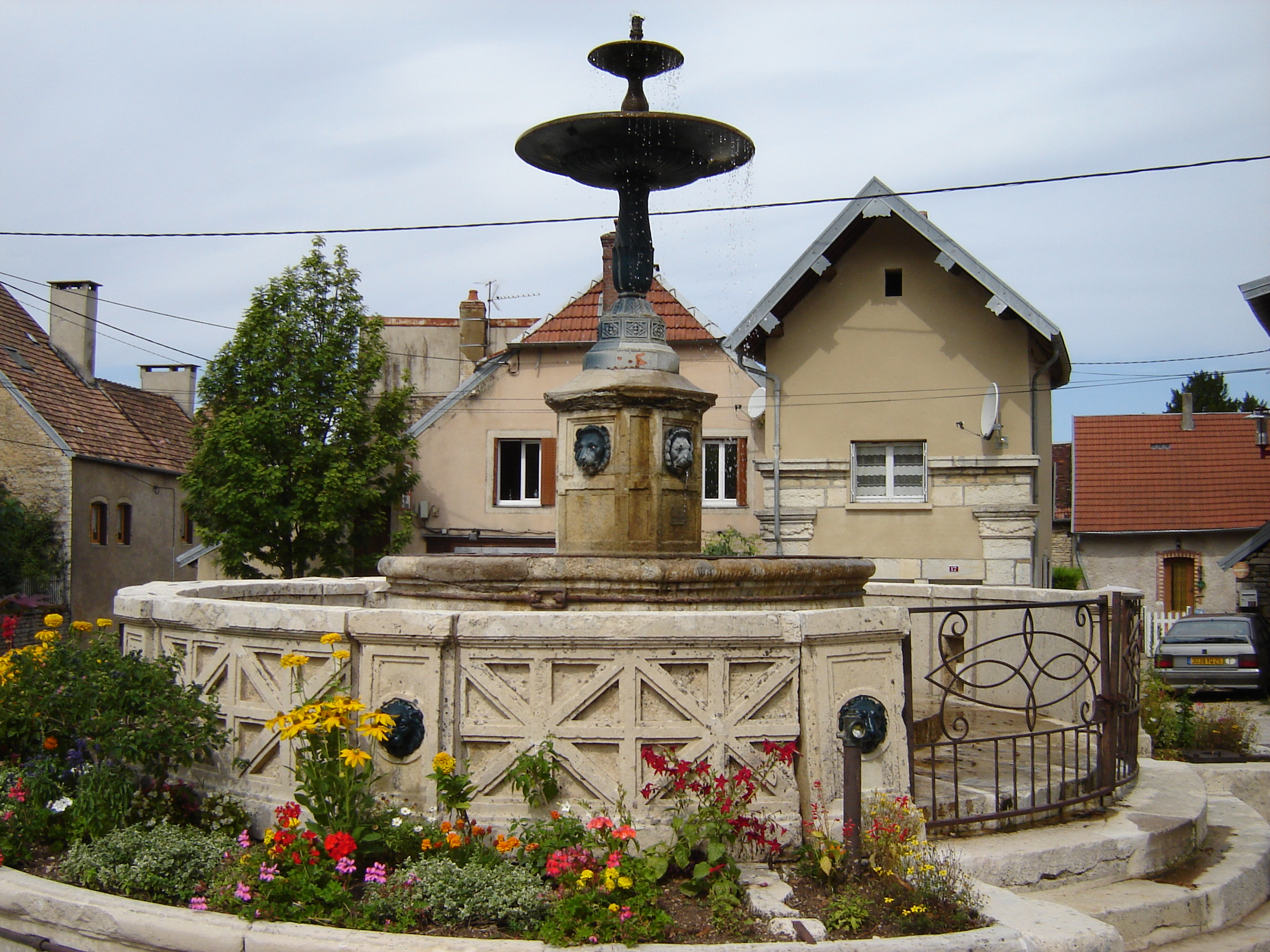
La fontaine de 1846, place de l'Église.
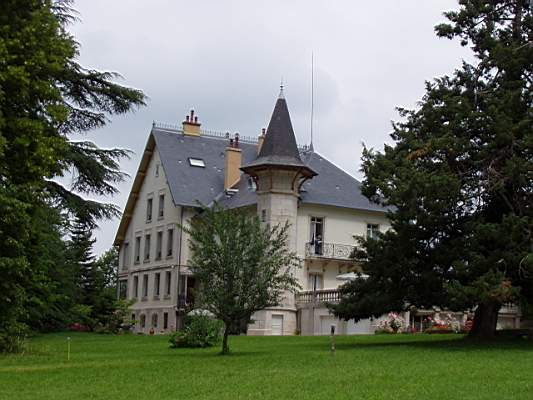
Maison de Retraite du Chateau aux Combes.
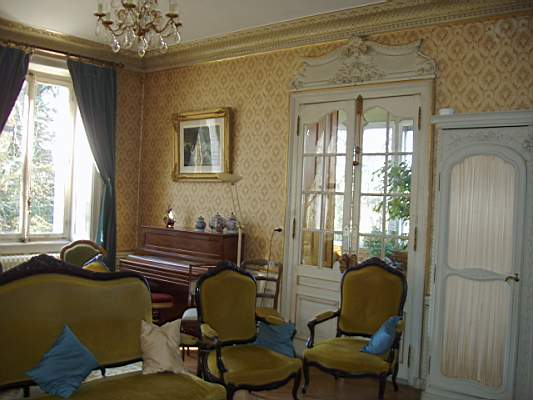
Salon de la Maison de Retraite.

## Personnalité liée à la commune
- Claude François Jouffroy d'Abbans, marquis de, seigneur de Byans à la Révolution.